# ميكي كيف
ميكي كيف (بالإنجليزية: Micky Cave)‏ هو لاعب كرة قدم بريطاني، ولد في 28 يناير 1949 في وايمث في المملكة المتحدة، وتوفي في 6 نوفمبر 1984 في Aleppo Township, Allegheny County, Pennsylvania ‏ في الولايات المتحدة بسبب تسمم بأحادي أكسيد الكربون. لعب مع نادي بليموث أرجايل ونادي بورنموث ونادي توركي يونايتد ونادي ويموث ونادي يورك سيتي.